# Zarra (Espagne)
Zarra (en valencien et en castillan) est une commune d'Espagne de la province de Valence dans la Communauté valencienne. Elle est située dans la comarque du Valle de Cofrentes et dans la zone à prédominance linguistique castillane.

## Géographie

Localisation de Zarra
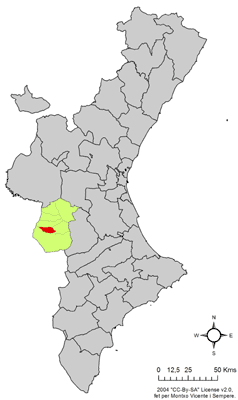
dans la Communauté valencienne.
dans la comarque du Valle de Cofrentes.

### Localités limitrophes
Le territoire communal de Zarra est voisin de celui des communes d'Ayora, Jarafuel et Teresa de Cofrentes, toutes situées dans la province de Valence.

## Démographie
| 516 | 462 | 442 | 438 | 416 | 424 | 400 | 442 | 492 |

## Administration
Liste des maires, depuis les premières élections démocratiques.
| Législature | Nom du Maire            | Parti politique                         |
| ----------- | ----------------------- | --------------------------------------- |
| 1979-1983   | Juan José Rubio Navarro | PSPV-PSOE                               |
| 1983-1987   | Juan José Rubio Navarro | PSPV-PSOE                               |
| 1987-1991   | Juan José Rubio Navarro | PSPV-PSOE                               |
| 1991-1995   | Juan José Rubio Navarro | PSPV-PSOE                               |
| 1995-1999   | Juan José Rubio Navarro | PSPV-PSOE                               |
| 1999-2003   | Juan José Rubio Navarro | PSPV-PSOE                               |
| 2003-2007   | Juan José Rubio Navarro | PSPV-PSOE                               |
| 2007-2011   | Juan José Rubio Navarro | (AEZ-Agrupación de electores por Zarra) |

## Économie
La commune de Zarra, candidate, n'a pas été retenue pour héberger le premier site de stockage provisoire de déchets radioactifs. C'est finalement la commune de Villar de Cañas que le gouvernement a choisie le 30 décembre 2011.

### Sources
- (es) Cet article est partiellement ou en totalité issu de l’article de Wikipédia en espagnol intitulé « Zarra (Valencia) » (voir la liste des auteurs).